# Beregbárdos
Beregbárdos település Ukrajnában Kárpátalján, a Munkácsi járásban.

## Fekvése
Volóctól északnyugatra fekvő település.

## Nevének eredete
A falu neve szláv névadással  (bukovb) bükk, bükkös, bükkerdőben jelentésű  szóból.
Mai Beregbárdos nevét a helységnévrendezés során kapta.

## Története
Beregbárdos nevét 1645-ben említik először az oklevelek Bukocz néven.
1910-ben 564 lakosa volt, ebből 9 magyar, 19 német, 536 ruszin volt. Ebből 547 görögkatolikus, 16 izraelita volt.
Beregbárdos a trianoni békeszerződés előtt Bereg vármegye Alsóvereckei járásához tartozott.

## Népessége
A 2001-es népszámlálás során a lakosság (597 fő) 99,7%-a ukrán, 0,3% orosz anyanyelvűnek vallotta magát.